# Biskupice (Chrudim)
Biskupice é uma comuna checa localizada na região de Pardubice, distrito de Chrudim.